# Garrard Glacier
Garrard Glacier är en glaciär i Antarktis. Den ligger i Östantarktis. Nya Zeeland gör anspråk på området. Garrard Glacier ligger 993 meter över havet.
Terrängen runt Garrard Glacier är varierad, och sluttar österut.  Trakten är obefolkad. Det finns inga samhällen i närheten.